# Castilleja cervina
Castilleja cervina är en snyltrotsväxtart som beskrevs av Jesse More Greenman. Castilleja cervina ingår i släktet målarborstar, och familjen snyltrotsväxter. Inga underarter finns listade i Catalogue of Life.